# Curly

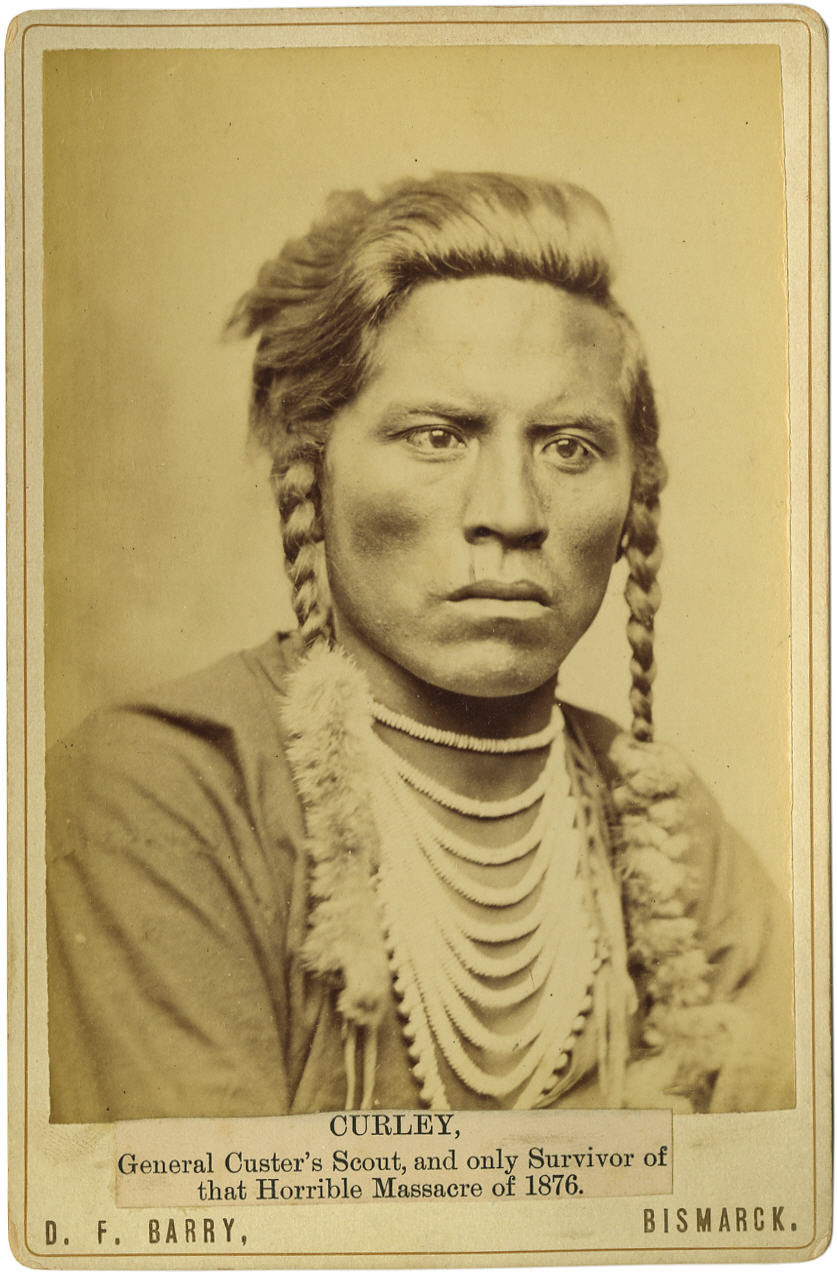
Curly, c. 1885

Ashishishe (Montana, 1856-1923) conegut com a Curly (o Curley), era un explorador crow de l'Exèrcit dels Estats Units durant les Guerres Sioux, més conegut per haver estat un dels pocs supervivents estatunidencs en la batalla de Little Bighorn. No va lluitar en la batalla, però observava des de la distància, i va ser el primer a reportar la derrota del 7è Regiment de Cavalleria. Després va sorgir la llegenda que havia estat participant actiu i que va aconseguir escapar, donant lloc a versions contradictòries de la participació de Curly en el registre històric.

## Vida
Ashishishe va néixer aproximadament en 1856 al Territori de Montana, fill de Strong Bear (Inside the Mouth) i Strikes By the Side of the Water. El seu nom, registrat com a Ashishishe, Shishi'esh, etc., literalment significa "el corb". Residia a la reserva índia Crow al veïnatge de Pryor Creek, i estava casat amb Bird Woman. Es va allistar a l'Exèrcit dels Estats Units com a explorador indi el 10 d'abril de 1876. Va servir amb el 7è Regiment de Cavalleria sota George Armstrong Custer, i estava amb ells en la batalla de Little Bighorn al juny d'aquest any, juntament amb cinc altres guerrers exploradors crow: White Man Runs Him, Goes Ahead, Hairy Moccasin, White Swan, i Half Yellow Face (líder cap dels exploradors). Custer havia dividit la seva força en quatre destacaments separats, mantenint un total de 210 homes amb ell. Half Yellow Face i White Swan lluitaren al costat dels soldats del destacament de Reno, i White Swan va ser greument ferit. Curly, Hairy Moccasin, Goes Ahead i White Man Runs Him van anar amb el destacament de Custer, però no va participar activament en la batalla; més tard van informar que van rebre l'ordre de marxar abans que comencés la lluita intensa. Curly se separà de White Man Runs Him, Hairy Moccasin, i Goes Ahead, i observava la batalla entre les forces sioux/xeiene i el destacament de Custer des de la distància. En veure l'extermini complet del destacament de Custer, va marxar a reportar les notícies.
Un dia o dos després de la batalla, Curly va trobar Far West, un vaixell de proveïment de l'exèrcit en la confluència dels rius Bighorn i Little Bighorn. Va ser el primer a reportar la derrota del Setè, utilitzant una combinació de llengua de signes, dibuixos, i un intèrpret. Curly no va informar haver lluitat en la batalla, però sí haver-ne estat testimoni des de la distància; ja que aquest primer informe era exacte, dos dels historiadors més influents de la batalla de Little Bighorn, Walter Mason Camp (que va entrevistar Curly en diverses ocasions) i John S. Gray, acceptaren la primera versió de Curly. Més tard, però, quan les relacions de l'"última batalla de Custer" van començar a circular en els mitjans de comunicació, va créixer una llegenda que Curly havia participat activament en la batalla, però que havia aconseguit escapar. Més tard, el mateix Curly la va aturar negant la llegenda, i van oferir reports més elaborats en els quals va lluitar amb el Setè i havia evitat la mort disfressant-se com un guerrer lakota, donant lloc a versions contradictòries de la seva participació.
Quan l'Agència Crow fou traslladada al seu actual emplaçament en 1884, Curly va viure a la reserva índia Crow als marges del riu Little Bighorn, molt a la vora del lloc de la batalla. Va servir en la Policia Crow. Es va divorciar de Bird Woman en 1886 i es casà amb Takes a Shield. Curly va tenir una filla, Awakuk Korita ha Sakush ("Ocell d'un altre any"), qui va prendre el nom anglès Nora. Pel seu servei a l'exèrcit Curly va rebre una pensió dels Estats Units el 1920. Va morir de pneumònia el 1923, i les seves restes foren enterrades al Cementiri Nacional al Monument Nacional Little Bighorn Battlefield, només a una milla de la seva llar.

## Història de Curly
La narració més antiga de Curly fou recollida al diari Helena (Montana) Herald el 15 de juliol de 1876:
"Custer, amb les seves cinc companyies, després de separar-se de Reno i les seves set companyies, es va traslladar a la dreta al voltant de la base d'un turó que domina la vall de Little Bighorn, a través d'un barranc prou ample com per admetre la seva columna de quatre. No hi havia senyals de la presència d'indis als turons d'aquest costat (dret) del Little Bighorn, i la columna es va moure de manera constant fins que rodejà al turó i va arribar a la vista del poble situat a la vall per sota d'ells. Custer va aparèixer molt eufòric i va ordenar al corneta que toqués càrrega, i es va traslladar al capdavant de la seva columna, agitant el seu barret per encoratjar els seus homes. Quan s'acostaven al riu els indis, ocults entre la malesa del costat oposat del riu, van obrir foc contra les tropes, que comproven l'avenç. Aquí una part del comandament va desmuntar i va tirar cap endavant fins al riu, i va tornar el foc dels indis.
"Durant aquest temps els guerrers van ser vists muntant fora del poble per centenars, desplegant-se pel seu front a la seva esquerra, com si tinguessin la intenció de travessar el riu per la seva dreta, mentre que les dones i els nens van ser vists accelerant fora del poble en grans nombres per la direcció oposada.
"Durant la lluita en aquest punt Curley va veure dos dels homes de Custer morts, que havien caigut al corrent. Després de lluitar uns moments aquí, Custer semblava estar convençut que era impossible de creuar, ja que només es podia en columnes de quatre exposades durant el moviment a un intens foc frontal i d'ambdós flancs. Per tant, va ordenar al cap de la columna a la dreta, i va avançar en diagonal cap als turons, aigües avall, els seus homes a peu dirigint els seus cavalls. Mentrestant els indis havia creuat el riu (a baix) en gran nombre, i van començar a aparèixer en el seu flanc dret i en la seva part posterior, i havien procedit, però havien avançat uns pocs centenars de metres en la direcció de la columna quan es va fer necessari renovar la lluita amb els indis que havien creuat el corrent.
"Al principi, el comandament es va mantenir junt, però després d'alguns minuts de lluita es va dividir, una part es va desplegar circularment a l'esquerra, i la resta de manera similar a la dreta, de manera que quan es va formar la línia, que s'assemblava a un mal cercle, prenent l'avantatge el més lluny possible de la protecció oferta pel terra. Els cavalls eren a la part del darrere, els homes en la línia van desmuntar, lluitant a peu. Dels incidents de lluita en altres parts del camp que la seva pròpia, Curley no està ben informat, ja que ell mateix es va amagar en un barranc, des del qual només era visible una petita part del camp.
"La lluita semblava haver començat, a partir de la descripció de Curley de la situació del sol, al voltant de les 14:30 o 15:00, i va continuar sense interrupció fins a gairebé la posta del sol. Els indis havien envoltat completament el destacament, deixant als seus cavalls als barrancs i en la part posterior, ells mateixos pressionant cap endavant per atacar a peu. Confiats en la superioritat del seu nombre, van fer algunes càrregues en tots els punts de la línia de Custer, però les tropes mantenen la seva posició amb fermesa, i provocaren un intens foc, i cada vegada tornaven. Curley va dir que el foc era més ràpid que qualsevol cosa que mai havia concebut, en un rol continu, com ell ho va expressar, "l'espetec dels fils en l'esquinç d'una manta. Les tropes gastaren tota la munició en els cinturons, i després van buscar els seus cavalls per la munició de reserva deixada a les butxaques de les selles de muntar.
"Mentre no gastaren la seva munició, les tropes, tot i les pèrdues considerables en la lluita, van mantenir la seva posició malgrat els esforços dels sioux. Des del debilitament del seu foc cap al final de la tarda, els indis semblaven adonar-se que les seves municions estaven a punt d'esgotar-se, i van fer un gran càrrega final, en el curs de la qual la resta del destacament fou destruït, els homes van rebre trets on jeien en la seva posició en la línia, des de tan a prop que molts van ser assassinats amb fletxes. Curley va dir que Custer es va mantenir amb vida la major part del combat, animant als seus homes a la resistència decidida; però al voltant d'una hora abans de la fi de la lluita, va rebre una ferida mortal.

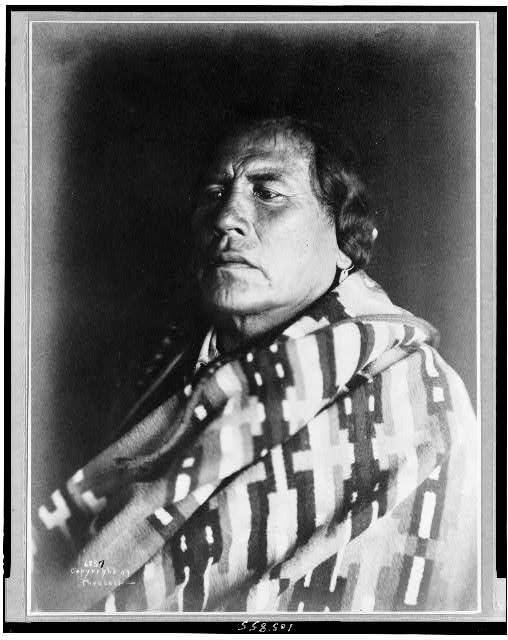
Curly, c. 1907

"Curley va dir que el camp era densament cobert de cadàvers dels sioux que van caure en l'atac, en nombre més considerable que la força de soldats que hi participen. Ell estava convençut que la seva pèrdua era superior a sis-cents morts, al costat d'un nombre immens de ferits.
"Curley aconseguí escapar cobrint-se amb la seva manta a la manera dels sioux i travessant un interval que s'havia fet en les seves línies quan deixaren el camp en la seva càrrega final. Diu que els devia d'haver vist, perquè estava a la vista, però probablement va ser confós pels sioux per un d'ells, o un del seus aliast arapahos o xeienes.
"La majoria dels detalls del relat donat per Curley de la lluita es confirmen per la posició del camí fet per Custer en els seus moviments, i l'evidència general del camp de batalla.
"Només s'observa una discrepància, que es refereix al moment en què la lluita va arribar a la seva fi. Els oficials del destacament de Reno que, a la tarda, des dels punts alts, va inspeccionar el terreny a l'espera ansiosa de l'aparició de Custer, i dirigiren una vista del camp on havia lluitat, diuen que hi havia lluita en aquell moment entre les 5 i les 6 hores. És evident, per tant, que l'últim destacament de Custer va ser destruït una hora abans en el dia que Curley es refereix."
Thomas Leforge, en el seu relat autobiogràfic, va destacar que l'Exèrcit esperava que els escoltes no participessin en escaramusses i va afegir aquest record:

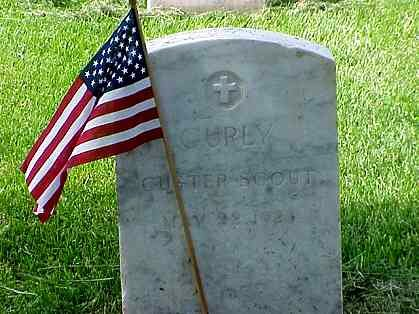
Tomba de Curly, Little Big Horn, 2003

"Jo vaig fer d'intèrpret per al tinent Bradley quan va entrevistar Curly [sic], alguns dies després d'haver ocorregut la batalla de Custer. Ell va parlar d'aleshores com l '"únic supervivent" de la catàstrofe, però ell mateix no va reclamar aquest tipus de .. distinció. Per contra, una vegada i una altra durant el llarg examen de Bradley, va dir el jove explorador "jo no estava en la batalla." Quan fou felicitat pels visitants, va declarar: "Jo no va fer res meravellós. Jo no hi era." Ens va dir que quan va començar el combat ell estava darrere, amb altres crows. Ell es va allunyar a una distància d'aproximadament un quilòmetre i mig, s'hi aturà, i van observar un breu temps el conflicte. Aviat va arribar encara més lluny, parant en un turó a fer un altre cop d'ull. Va veure alguns cavalls corrent solts pels turons. Es va girar cap enrere per capturar dos dels animals, però més tard va decidir que eren un obstacle per a la seva fugida dels sioux, per la qual cosa els va alliberar. Em va dir que ell va dirigir el seu rumb cap a Tulloch's Fork i va baixar el mateix camí que havia pujat en una altra ocasió amb el capità Bull i el tinent Rowe."
"Els escriptors romàntics van prendre Curly com un subjecte adequat per als seus propòsits literaris fantasiosos. Malgrat de si mateix, va ser tractat com un heroi. Ell no va fer cap esforç especial en negar les històries escrites sobre la seva astúcia única. No sabia llegir, només podia parlar una mica d'anglès, i és probable que no conegués cap raó per la qual hauria de fer una negació especial. El reclam d'ell fou presentat persistentment per altres, però com si vingués directament d'ell, li va portar l'acusació d'alguns dels sioux, "Curly és un mentider, ningú amb Custer se'ns va escapar." Però ell no era un mentider. Al llarg de la seva vida posterior va confessar modestament de tant en tant el que li havia dit a Bradley,. "Jo no vaig fer res meravellós, jo no estava en la batalla." Jo el coneixia des de la seva primera infància fins a la seva mort a principis de la tercera edat. Era un bon noi, un jove modest i tranquil, un explorador fiable, i en tot moment de la seva vida el seu poble el tenia en alta estima." (Leforge, Memoirs of a White Crow Indian, 1928 edition, p. 250.)